# たて座デルタ星
たて座δ星 (Delta Scuti, δ Sct) は、たて座にある恒星である。たて座δ型変光星のプロトタイプとされる。

## 概要
地球からの距離は約202光年。金属量はAm星と同程度である。スペクトルK8で12.2等級のB星と、G7で9.2等級のC星の2つの伴星を持つ。これらの伴星はかつて見かけの二重星と考えられていたが、20年以上の観測で同じ固有運動を見せていることから実際に連星系を成していると考えられている。
銀河座標におけるこの恒星の空間速度の成分は、[U, V, W] = [-42, -17, -1] km/sで、銀河系中心の周りを近点22,310光年、遠点27,590光年、軌道離心率0.11で公転している。たて座δ星が現在の運動と明るさを維持すると、115万年から133万年後に太陽系から10光年の距離を通過し、全天で最も明るい恒星になる。視等級は-1.84に達し、現在-1.46等級のシリウスよりも明るい。
ジョン・フラムスティードはたて座を認めておらず、フラムスティードの『天球図譜』ではこの星を含むたて座のいくつかの星がわし座に属するものとされていた。そのため、かつてこの星は「わし座2番星」と呼ばれていた。

## 変光
リック天文台の観測員ウィリアム・ウォレス・キャンベルと観測助手のウィリアム・ハモンド・ライトは、1899年から1900年にかけてミルズ分光器でたて座δ星の観測を行った。この観測で得られた視線速度の変化からたて座δ星は分光連星であると発表した。1926年の6月から7月にかけてメイヤーが同じ分光器を用いて観測を行ったが、連星系について十分な観測結果は得られなかった。
ロックフェラーの奨学金を得てリック天文台に1年間の短期留学中のアッティリオ・コラチェビッチは、1930年代に登場したインペリアルエクリプス社の高感度乾板H&D850を用いて、1935年6月26日から27日にかけてたて座δ星を観測した。従来の乾板より露光時間が半分ほどで済むこの乾板を用いたことによって、0.19377日（約4時間40分）の周期で視線速度が約8km/sの幅で変化していることが判明した。この観測結果を聞いたグッドセル天文台のファスは、同天文台が所有する当時最新鋭の光電測光器をリック天文台の30cm望遠鏡に取り付けて光度の変化を確認し、約0.2等級の変光を確認した。この結果から、コラチェビッチはたて座δ星の視線速度の変化は分光連星によるものではないとした。
1938年にはスターンによって2つ目の周期が発見され、新たに脈動によるモデルが提唱された。これ以降、複数の動径振動、非動径振動が観測されており、最も強い周期は59.731μHz、2番目に強い周期は61.936μHzの周波数のものである。20世紀末までに合計8つの異なる周波数の周期が観測されている。